# Dark Side of the Moon (Medicine Head)
Dark Side of the Moon is het derde studioalbum van de Britse muziekgroep Medicine Head, toen in Nederland nog onbekend. In het jaar na de release van het album kreeg Medicine Head haar enige hit in Nederland met "One and One is One". Tijdens de opnamen van Dark Side of the Moon was het andere lid van Medicine Head Peter Hope-Evans even uit de band gestapt; in zijn plaats speelde Keith Relf die zijn baantje bij Renaissance had opgezegd.
Het album vormt een voetnoot in de geschiedenis van de popmuziek. Toen het album uitkwam was Pink Floyd bezig met het opzetten van hun conceptalbum The Dark Side of the Moon. Het MH-album verscheen op het platenlabel Dandelion Records van de toen beroemde diskjockey John Peel, die daar veel airplay aan kon geven. Pink Floyd speelde daarom nummers die uiteindelijk voor The Dark Side of the Moon bestemd waren onder de titel Eclipse. Pink Floyd hoefde echter niet bang te zijn; het album van Medicine Head haalde de albumlijsten niet. The Dark Side of the Moon daarentegen werd een van de bestverkopende albums aller tijden.   

## Musici
- John Fiddler – gitaar, piano, zang
- Keith Relf – basgitaar
- John Davies – slagwerk

## Muziek
| Nr. | Titel                   | Duur |
| --- | ----------------------- | ---- |
| 1.  | Back to the wall        | 3:21 |
| 2.  | In your eyes            | 3:41 |
| 3.  | Sittin’ in the sun      | 3:09 |
| 4.  | On the road             | 7;15 |
| 5.  | You and me              | 5:21 |
| 6.  | Kum on                  | 3:39 |
| 7.  | Only to do what is true | 2:37 |
| 8.  | You can make it here    | 5:04 |